# Давід Оспіна
Даві́д Оспі́на Рамі́рес (ісп. David Ospina Ramírez, нар. 31 серпня 1988, Медельїн, Колумбія) — колумбійський футболіст, воротар саудівського «Аль-Наср» (Ер-Ріяд) та національної збірної Колумбії, у складі якої є рекордсменом за кількістю проведених ігор (124).

## Клубна кар'єра
Давід почав свою професійну кар'єру в «Атлетіко Насьйональ», одному з найсильніших клубів чемпіонату Колумбії, в 17 років, а ще до свого 20-річчя Давід виграв два чемпіонські титули. У 19 років у Оспіни було кілька пропозицій від закордонних клубів, таких як «Атлетико Мадрид» та «Бока Хуніорс» і після трьох сезонів в «Атлетіко Насьйональ» Оспіна перейшов у французьку «Ніццу», після невдалої спроби перейти в «Боку». Сума трансферу склала 2 мільйони євро. 

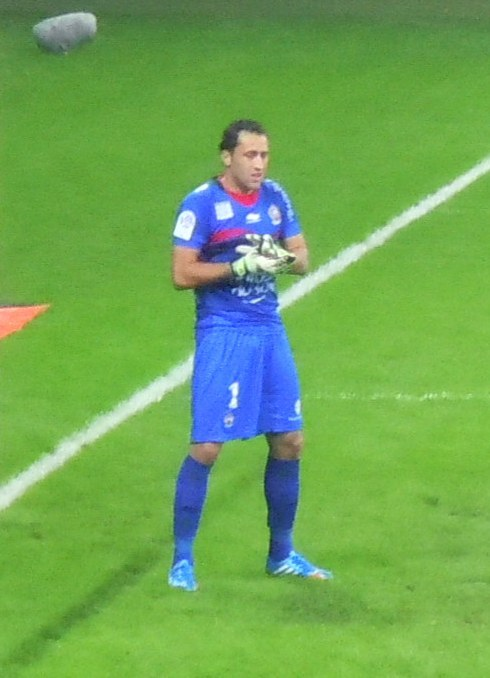
Давід Оспіна під час виступів за «Ніццу» у вересні 2013

У липні 2012 року з'явилися чутки, що Давід може перейти в турецький «Бешикташ», проте 24 липня операція з переходу зірвалася і Давід продовжив грати в Лізі 1. Протягом шести сезонів відіграв за команду з Ніцци 168 матчів в національному чемпіонаті.
27 липня 2014 року було оголошено про перехід колумбійського голкіпера до лондонського «Арсенала», де він став дублером поляка Войцеха Щенсного. За рік до команди прийшов чеський воротар Петер Чех, тож, попри відхід Щенсного з «Арсенала», Оспіна залишився резервним голкіпером лондонської команди.
Сезон 2018/19 Оспіна провів в оренді в «Наполі», а влітку 2019 неаполітанський клуб викупив контракт воротаря. Протягом наступних років тренерський штаб неаполітанців практикував ротацію воротарів, за якої колумбієць отримував приблизно стільки ж часу як і його основний конкурент за місце у складі Алекс Мерет. По ходу сезону 2021/22 саме Оспіна був основним голкіпером команди, утім по завершенню сезону залишив її через завершення терміну контракту.
11 липня 2022 року на правах вільного агента досвідчений воротар уклав дворічну угоду із саудівським «Аль-Насром» (Ер-Ріяд).

## Виступи за збірну
2005 року у складі збірної віком до 20 років був учасником молодіжного чемпіонату світу в Нідерландах, де, щоправда, на поле так і не вийшов, а команда дійшла до 1/8 фіналу.
2007 року дебютував в офіційних матчах у складі національної збірної Колумбії.
Під час відбіркового турніру до чемпіонату світу 2010 він став другим наймолодшим воротарем, який виходив у стартовому складі збірної Колумбії, у віці 20 років. 
Напередодні Кубка Америки 2011 року Оспіна отримав травму обличчя на тренуванні після зіткнення з Уго Родальєга, через що змушений був пропустити турнір і був замінений на Енріке Мартінеса. 
На відбірковому турнірі до чемпіонату світу 2014 року був вже основним воротарем збірної, допомігши збірній вперше з 1998 року вийти на «мундіаль». У фінальній частині ЧС-2014 також був основним голкіпером колумбійців, допоміг їм впевнено подолати груповий етап, здобувши три перемоги у трьох матчах, в яких Оспіна лише двічі дозволив суперникам вразити його ворота. Не пропустив жодного гола в грі 1/8 фіналу проти Уругваю (перемога 2:0). У чвертьфіналі проти ще однієї південноамериканської команди, Бразилії, колумбійці з Оспіною на воротах зазнали своєї єдиної поразки на турнірі (1:2) і вибули з боротьби.
За чотири роки, на чемпіонаті світу 2018 року знову був основним голкіпером збірної. Пропустив два голи у першій грі групового етапу проти Японії (1:2), яку його команда майже повністю проводила у меншості. А в решті двох іграх у групі жодного разу не пропускав, чим допоміг команді здобути дві перемоги та пробитися до плей-оф. На стадії 1/8 фіналу їй протистояли англійці, яким також не вдалося жодного разу забити у ворота Оспіни з гри. Натомість вони реалізували пенальті по ходу зустрічі, а згодом були вправнішими у серії післяматчевих пенальті, в якій колумбійський воротар відбив один удар англійців з п'яти, на один менше за свого англійського візаві Джордана Пікфорда.
У вересні 2019 року провів свою ювілейну соту гру за національну команду, а вже на наступну гру виводив колумбійську команду на поле, ставши її капітаном. Чвертьфінальна гра Кубка Америки 2021 проти збірної Уругваю стала для Оспіни 112-ою у складі збірної Колумбії, що дозволило йому обійти за цим показником Карлоса Вальдерраму і стати одноосібним рекордсменом команди за кількістю офіційних ігор.
| Дата       | Місто               | Господарі        | Результат               | Гості       | Турнір                                 | Голи | Примітки |
| ---------- | ------------------- | ---------------- | ----------------------- | ----------- | -------------------------------------- | ---- | -------- |
| 7-2-2007   | Кукута              | Колумбія         | 1 – 3                   | Уругвай     | товариський матч                       | -3   | 13'      |
| 19-11-2008 | Богота              | Колумбія         | 1 – 0                   | Нігерія     | товариський матч                       | -    | 46'      |
| 11-2-2009  | Перейра             | Колумбія         | 2 – 0                   | Гаїті       | товариський матч                       | -    | 47'      |
| 28-3-2009  | Богота              | Колумбія         | 2 – 0                   | Болівія     | Відбір до ЧС 2010                      | -    |          |
| 31-3-2009  | Пуерто-Ордас        | Венесуела        | 2 – 0                   | Колумбія    | Відбір до ЧС 2010                      | -2   |          |
| 6-6-2009   | Буенос-Айрес        | Аргентина        | 1 – 0                   | Колумбія    | Відбір до ЧС 2010                      | -1   |          |
| 10-6-2009  | Медельїн            | Колумбія         | 1 – 0                   | Перу        | Відбір до ЧС 2010                      | -    |          |
| 12-8-2009  | Іст-Ратерфорд       | Колумбія         | 1 – 2                   | Венесуела   | товариський матч                       | -2   | 66'      |
| 10-10-2009 | Медельїн            | Колумбія         | 2 – 4                   | Чилі        | Відбір до ЧС 2010                      | -4   |          |
| 14-10-2009 | Асунсьйон           | Парагвай         | 0 – 2                   | Колумбія    | Відбір до ЧС 2010                      | -    |          |
| 27-5-2010  | Йоганнесбург        | ПАР              | 2 – 1                   | Колумбія    | товариський матч                       | -2   |          |
| 30-5-2010  | Мілтон-Кінз         | Нігерія          | 1 – 1                   | Колумбія    | товариський матч                       | -1   |          |
| 3-9-2010   | Пуерто-ла-Крус      | Венесуела        | 0 – 2                   | Колумбія    | товариський матч                       | -    |          |
| 7-9-2010   | Монтеррей           | Мексика          | 1 – 0                   | Колумбія    | товариський матч                       | -1   |          |
| 8-10-2010  | Нью-Джерсі          | Еквадор          | 0 – 1                   | Колумбія    | товариський матч                       | -    |          |
| 9-2-2011   | Мадрид              | Іспанія          | 1 – 0                   | Колумбія    | товариський матч                       | -1   |          |
| 26-3-2011  | Мадрид              | Колумбія         | 2 – 0                   | Еквадор     | товариський матч                       | -    |          |
| 29-3-2011  | Гаага               | Чилі             | 2 – 0                   | Колумбія    | товариський матч                       | -2   |          |
| 3-9-2011   | Нью-Джерсі          | Гондурас         | 0 – 2                   | Колумбія    | товариський матч                       | -    |          |
| 6-9-2011   | Форт-Лодердейл      | Ямайка           | 0 – 2                   | Колумбія    | товариський матч                       | -    |          |
| 11-10-2011 | Ла-Пас              | Болівія          | 1 – 2                   | Колумбія    | Відбір до ЧС 2014                      | -1   |          |
| 11-11-2011 | Барранкілья         | Колумбія         | 1 – 1                   | Венесуела   | Відбір до ЧС 2014                      | -1   |          |
| 15-11-2011 | Барранкілья         | Колумбія         | 1 – 2                   | Аргентина   | Відбір до ЧС 2014                      | -2   |          |
| 29-2-2012  | Маямі-Ґарденс       | Мексика          | 0 – 2                   | Колумбія    | товариський матч                       | -    |          |
| 3-6-2012   | Ліма                | Перу             | 0 – 1                   | Колумбія    | Відбір до ЧС 2014                      | -    |          |
| 10-6-2012  | Кіто                | Еквадор          | 1 – 0                   | Колумбія    | Відбір до ЧС 2014                      | -1   |          |
| 7-9-2012   | Барранкілья         | Колумбія         | 4 – 0                   | Уругвай     | Відбір до ЧС 2014                      | -    |          |
| 11-9-2012  | Сантьяго            | Чилі             | 1 – 3                   | Колумбія    | Відбір до ЧС 2014                      | -1   |          |
| 12-10-2012 | Барранкілья         | Колумбія         | 2 – 0                   | Парагвай    | Відбір до ЧС 2014                      | -    |          |
| 16-10-2012 | Барранкілья         | Колумбія         | 3 – 0                   | Камерун     | товариський матч                       | -    | 46'      |
| 14-11-2012 | Іст-Ратерфорд       | Бразилія         | 1 – 1                   | Колумбія    | товариський матч                       | -1   |          |
| 6-2-2013   | Маямі-Ґарденс       | Гватемала        | 1 – 4                   | Колумбія    | товариський матч                       | -1   |          |
| 22-3-2013  | Барранкілья         | Колумбія         | 5 – 0                   | Болівія     | Відбір до ЧС 2014                      | -    |          |
| 26-3-2013  | Пуерто-Ордас        | Венесуела        | 1 – 0                   | Колумбія    | Відбір до ЧС 2014                      | -1   |          |
| 7-6-2013   | Буенос-Айрес        | Аргентина        | 0 – 0                   | Колумбія    | Відбір до ЧС 2014                      | -    |          |
| 11-6-2013  | Барранкілья         | Колумбія         | 2 – 0                   | Перу        | Відбір до ЧС 2014                      | -    |          |
| 14-8-2013  | Барселона           | Колумбія         | 1 – 0                   | Сербія      | товариський матч                       | -    |          |
| 6-9-2013   | Барранкілья         | Колумбія         | 1 – 0                   | Еквадор     | Відбір до ЧС 2014                      | -    |          |
| 10-9-2013  | Монтевідео          | Уругвай          | 2 – 0                   | Колумбія    | Відбір до ЧС 2014                      | -2   |          |
| 11-10-2013 | Барранкілья         | Колумбія         | 3 – 3                   | Чилі        | Відбір до ЧС 2014                      | -3   | 18'      |
| 15-10-2013 | Асунсьйон           | Парагвай         | 1 – 2                   | Колумбія    | Відбір до ЧС 2014                      | -1   |          |
| 5-3-2014   | Курналя-да-Любрагат | Колумбія         | 1 – 1                   | Туніс       | товариський матч                       | -1   | 46'      |
| 6-6-2014   | Буенос-Айрес        | Колумбія         | 3 – 0                   | Йорданія    | товариський матч                       | -    |          |
| 14-6-2014  | Белу-Оризонті       | Колумбія         | 3 – 0                   | Греція      | ЧС 2014 - 1-й етап                     | -    |          |
| 19-6-2014  | Бразиліа            | Колумбія         | 2 – 1                   | Кот-д'Івуар | ЧС 2014 - 1-й етап                     | -1   |          |
| 24-6-2014  | Куяба               | Японія           | 1 – 4                   | Колумбія    | ЧС 2014 - 1-й етап                     | -1   | 84'      |
| 28-6-2014  | Ріо-де-Жанейро      | Колумбія         | 2 – 0                   | Уругвай     | ЧС 2014 - 1/8 фіналу                   | -    |          |
| 4-7-2014   | Форталеза           | Бразилія         | 2 – 1                   | Колумбія    | ЧС 2014 - чвертьфінал                  | -2   |          |
| 4-9-2014   | Маямі-Ґарденс       | Бразилія         | 1 – 0                   | Колумбія    | товариський матч                       | -1   |          |
| 26-3-2015  | Ріффа               | Бахрейн          | 0 – 6                   | Колумбія    | товариський матч                       | -    |          |
| 30-3-2015  | Абу-Дабі            | Колумбія         | 3 – 1                   | Кувейт      | товариський матч                       | -1   |          |
| 6-6-2015   | Буенос-Айрес        | Колумбія         | 1 – 0                   | Коста-Рика  | товариський матч                       | -    |          |
| 14-6-2015  | Ранкагуа            | Колумбія         | 0 – 1                   | Венесуела   | Копа Америка 2015 - 1-й етап           | -1   |          |
| 17-6-2015  | Сантьяго            | Бразилія         | 0 – 1                   | Колумбія    | Копа Америка 2015 - 1-й етап           | -    |          |
| 21-6-2015  | Темуко              | Колумбія         | 0 – 0                   | Перу        | Копа Америка 2015 - 1-й етап           | -    |          |
| 26-6-2015  | Вінья-дель-Мар      | Аргентина        | 0 – 0                   | Колумбія    | Копа Америка 2015 - чвертьфінал        | -    |          |
| 8-9-2015   | Гаррісон            | Колумбія         | 1 – 1                   | Перу        | товариський матч                       | -1   |          |
| 8-10-2015  | Барранкілья         | Колумбія         | 2 – 0                   | Перу        | Відбір до ЧС 2018                      | -    |          |
| 14-10-2015 | Монтевідео          | Уругвай          | 3 – 0                   | Колумбія    | Відбір до ЧС 2018                      | -3   |          |
| 13-11-2015 | Сантьяго            | Чилі             | 1 – 1                   | Колумбія    | Відбір до ЧС 2018                      | -1   |          |
| 17-11-2015 | Барранкілья         | Колумбія         | 0 – 1                   | Аргентина   | Відбір до ЧС 2018                      | -1   |          |
| 24-3-2016  | Ла-Пас              | Болівія          | 2 – 3                   | Колумбія    | Відбір до ЧС 2018                      | -2   |          |
| 29-3-2016  | Барранкілья         | Колумбія         | 3 – 0                   | Еквадор     | Відбір до ЧС 2018                      | -    |          |
| 28-5-2016  | Маямі               | Колумбія         | 3 – 1                   | Гаїті       | товариський матч                       | -1   |          |
| 4-6-2016   | Санта-Клара         | США              | 0 – 2                   | Колумбія    | Копа Америка 2016 - 1-й етап           | -    |          |
| 8-6-2016   | Пасадена            | Колумбія         | 2 – 1                   | Парагвай    | Копа Америка 2016 - 1-й етап           | -1   |          |
| 17-6-2016  | Іст-Ратерфорд       | Перу             | 0 – 0                   | Колумбія    | Копа Америка 2016 - чвертьфінал        | -    |          |
| 22-6-2016  | Чикаго              | Колумбія         | 0 – 2                   | Чилі        | Копа Америка 2016 - півфінал           | -2   |          |
| 25-6-2016  | Глендейл            | США              | 0 – 1                   | Колумбія    | Копа Америка 2016 - матч за 3-тє місце | -    |          |
| 1-9-2016   | Барранкілья         | Колумбія         | 2 – 0                   | Венесуела   | Відбір до ЧС 2018                      | -    |          |
| 6-9-2016   | Манаус              | Бразилія         | 2 – 1                   | Колумбія    | Відбір до ЧС 2018                      | -2   |          |
| 6-10-2016  | Асунсьйон           | Парагвай         | 0 – 1                   | Колумбія    | Відбір до ЧС 2018                      | -    |          |
| 11-10-2016 | Барранкілья         | Колумбія         | 2 – 2                   | Уругвай     | Відбір до ЧС 2018                      | -2   | кап.     |
| 10-11-2016 | Барранкілья         | Колумбія         | 0 – 0                   | Чилі        | Відбір до ЧС 2018                      | -    |          |
| 16-11-2016 | Сан-Хуан            | Аргентина        | 3 – 0                   | Колумбія    | Відбір до ЧС 2018                      | -3   |          |
| 23-3-2017  | Барранкілья         | Колумбія         | 1 – 0                   | Болівія     | Відбір до ЧС 2018                      | -    |          |
| 28-3-2017  | Кіто                | Еквадор          | 0 – 2                   | Колумбія    | Відбір до ЧС 2018                      | -    |          |
| 7-6-2017   | Мурсія              | Іспанія          | 2 – 2                   | Колумбія    | товариський матч                       | -2   |          |
| 13-6-2017  | Хетафе              | Камерун          | 0 – 4                   | Колумбія    | товариський матч                       | -    | 61'      |
| 31-8-2017  | Сан-Кристобаль      | Венесуела        | 0 – 0                   | Колумбія    | Відбір до ЧС 2018                      | -    |          |
| 5-9-2017   | Барранкілья         | Колумбія         | 1 – 1                   | Бразилія    | Відбір до ЧС 2018                      | -1   |          |
| 5-10-2017  | Барранкілья         | Колумбія         | 1 – 2                   | Парагвай    | Відбір до ЧС 2018                      | -2   |          |
| 10-10-2017 | Ліма                | Перу             | 1 – 1                   | Колумбія    | Відбір до ЧС 2018                      | -1   |          |
| 23-3-2018  | Сена-Сен-Дені       | Франція          | 2 – 3                   | Колумбія    | товариський матч                       | -2   |          |
| 27-3-2018  | Лондон              | Колумбія         | 0 – 0                   | Австралія   | товариський матч                       | -    |          |
| 1-6-2018   | Бергамо             | Єгипет           | 0 – 0                   | Колумбія    | товариський матч                       | -    |          |
| 19-6-2018  | Саранськ            | Колумбія         | 1 – 2                   | Японія      | ЧС 2018 - 1-й етап                     | -2   |          |
| 24-6-2018  | Казань              | Польща           | 0 – 3                   | Колумбія    | ЧС 2018 - 1-й етап                     | -    |          |
| 28-6-2018  | Самара              | Сенегал          | 0 – 1                   | Колумбія    | ЧС 2018 - 1-й етап                     | -    |          |
| 3-7-2018   | Тушино              | Колумбія         | 1 – 1 д.ч. (3 – 4 п.п.) | Англія      | ЧС 2018 - 1/8 фіналу                   | -1   |          |
| 7-9-2018   | Маямі               | Венесуела        | 1 – 2                   | Колумбія    | товариський матч                       | -1   |          |
| 11-9-2018  | Іст-Ратерфорд       | Аргентина        | 0 – 0                   | Колумбія    | товариський матч                       | -    | 88'      |
| 12-10-2018 | Тампа               | США              | 2 – 4                   | Колумбія    | товариський матч                       | -2   |          |
| 16-10-2019 | Гаррісон            | Колумбія         | 3 – 1                   | Коста-Рика  | товариський матч                       | -1   |          |
| 4-6-2019   | Богота              | Колумбія         | 3 – 0                   | Панама      | товариський матч                       | -    | 77'      |
| 9-6-2019   | Ліма                | Перу             | 0 – 3                   | Колумбія    | товариський матч                       | -    |          |
| 15-6-2019  | Салвадор            | Аргентина        | 0 – 2                   | Колумбія    | Копа Америка 2019 - 1-й етап           | -    |          |
| 19-6-2019  | Сан-Паулу           | Колумбія         | 1 – 0                   | Катар       | Копа Америка 2019 - 1-й етап           | -    |          |
| 29-6-2019  | Сан-Паулу           | Колумбія         | 0 – 0 (4 – 5 п.п.)      | Чилі        | Копа Америка 2019 - чвертьфінал        | -    |          |
| 7-9-2019   | Маямі-Ґарденс       | Бразилія         | 2 – 2                   | Колумбія    | товариський матч                       | -2   |          |
| 12-10-2019 | Аліканте            | Колумбія         | 0 – 0                   | Чилі        | товариський матч                       | -    | кап.     |
| 15-10-2019 | Лілль               | Алжир            | 3 – 0                   | Колумбія    | товариський матч                       | -3   | кап.     |
| 16-11-2019 | Маямі-Ґарденс       | Колумбія         | 1 – 0                   | Перу        | товариський матч                       | -    | кап.     |
| 19-11-2019 | Гаррісон            | Еквадор          | 0 – 1                   | Колумбія    | товариський матч                       | -    | кап.     |
| 13-11-2020 | Барранкілья         | Колумбія         | 0 – 3                   | Уругвай     | Відбір до ЧС 2022                      | -3   |          |
| 3-6-2021   | Ліма                | Перу             | 0 – 3                   | Колумбія    | Відбір до ЧС 2022                      | -    |          |
| 8-6-2021   | Барранкілья         | Колумбія         | 2 – 2                   | Аргентина   | Відбір до ЧС 2022                      | -2   |          |
| 13-6-2021  | Куяба               | Колумбія         | 1 – 0                   | Еквадор     | Копа Америка 2021 - 1-й етап           | -    | кап.     |
| 17-6-2021  | Гоянія              | Колумбія         | 0 – 0                   | Венесуела   | Копа Америка 2021 - 1-й етап           | -    | кап.     |
| 20-6-2021  | Гоянія              | Колумбія         | 1 – 2                   | Перу        | Копа Америка 2021 - 1-й етап           | -2   | кап.     |
| 23-6-2021  | Ріо-де-Жанейро      | Бразилія         | 2 – 1                   | Колумбія    | Копа Америка 2021 - 1-й етап           | -1   | кап. 81' |
| 3-7-2021   | Бразиліа            | Уругвай          | 0 – 0 (2 – 4 п.п.)      | Колумбія    | Копа Америка 2021 - чвертьфінал        | -    | кап.     |
| 6-7-2021   | Бразиліа            | Аргентина        | 1 – 1 (3 – 2 п.п.)      | Колумбія    | Копа Америка 2021 - півфінал           | -1   | кап.     |
| 2-9-2021   | Ла-Пас              | Болівія          | 1 – 1                   | Колумбія    | Відбір до ЧС 2022                      | -1   | кап.     |
| 5-9-2021   | Асунсьйон           | Парагвай         | 1 – 1                   | Колумбія    | Відбір до ЧС 2022                      | -1   | кап.     |
| 9-9-2021   | Барранкілья         | Колумбія         | 3 – 1                   | Чилі        | Відбір до ЧС 2022                      | -1   | кап.     |
| 7-10-2021  | Монтевідео          | Уругвай          | 0 – 0                   | Колумбія    | Відбір до ЧС 2022                      | -    | кап.     |
| 10-10-2021 | Барранкілья         | Колумбія         | 0 – 0                   | Бразилія    | Відбір до ЧС 2022                      | -    | кап.     |
| 14-10-2021 | Барранкілья         | Колумбія         | 0 – 0                   | Еквадор     | Відбір до ЧС 2022                      | -    | кап.     |
| 11-11-2021 | Сан-Паулу           | Бразилія         | 1 – 0                   | Колумбія    | Відбір до ЧС 2022                      | -1   | кап.     |
| 16-11-2021 | Барранкілья         | Колумбія         | 0 – 0                   | Парагвай    | Відбір до ЧС 2022                      | -    | кап.     |
| 28-1-2022  | Барранкілья         | Колумбія         | 0 – 1                   | Перу        | Відбір до ЧС 2022                      | -1   | кап.     |
| 24-3-2022  | Барранкілья         | Колумбія         | 3 – 0                   | Болівія     | Відбір до ЧС 2022                      | -    | кап.     |
| 29-3-2022  | Сьюдад-Гуаяна       | Венесуела        | 0 – 1                   | Колумбія    | Відбір до ЧС 2022                      | -    | кап.     |
| Усього     |                     | Матчів (1 місце) | 124                     |             | Голів                                  | -100 |          |

## Досягнення
- Чемпіон Колумбії (4):2005 А, 2007 А, 2007 Ф, 2024 К
- Переможець Ігор Центральної Америки та Карибського басейну: 2006
- Володар Кубка Англії: 2014–15, 2016–17
- Володар Суперкубка Англії: 2014, 2015, 2017
- Володар Кубка Італії: 2019–20
- Бронзовий призер Кубка Америки: 2016, 2021
- Володар Кубка Колумбії: 2024
- Володар Суперліги Колумбії: 2025